# Isicathamiya
Isicathamiya [isiǀatʰaˈmiːja] ist eine Gesangstradition der südafrikanischen Zulu und wird ausschließlich von Männerchören praktiziert.
Der Name bedeutet übersetzt „auf Zehenspitzen“ oder „beim Anschleichen“. Isicathamiya unterscheidet sich vom traditionellen Mbube-Gesang („Löwe“), der lauter und kraftvoller gesungen wird. Beim Isicathamiya wird hingegen mehr Wert auf das harmonische Zusammenspiel der verschiedenen Stimmen gelegt.  Der Name bezieht sich außerdem auf den speziellen Tanzstil der Sänger, wie er zum Beispiel von der international bekannten Gruppe Ladysmith Black Mambazo demonstriert wird. Bei diesem Tanz bewegen sich die Tänzer häufig auf den Fußspitzen.
Die Anfänge des Isicathamiya reichen  bis zur Wende vom 19. zum 20. Jahrhundert zurück, als zahlreiche Männer die Homelands verließen, um in den Städten und im Bergbau Arbeit zu suchen. Um ihre Herkunft nicht zu vergessen und ihre Identität zu wahren, begannen die Männer zu singen.
In der Gegenwart finden an den Wochenenden in Johannesburg und Durban Isicathamiya-Wettbewerbe statt, an denen oft bis zu dreißig Chöre teilnehmen.